# Eguisheim
Eguisheim é uma comuna francesa de 1548 habitantes (1999) situada no departamento do Haut-Rhin, na região de Grande Leste.
Pertence à rede d'As mais belas aldeias de França.

## Geografia
Eguisheim situa-se a poucos quilômetros ao sudoeste de Colmar, na Route du vin (Estrada do vinho). 
- Longitude 	07° 18' 24" L
- Latitude 	48° 02' 37" N

## História

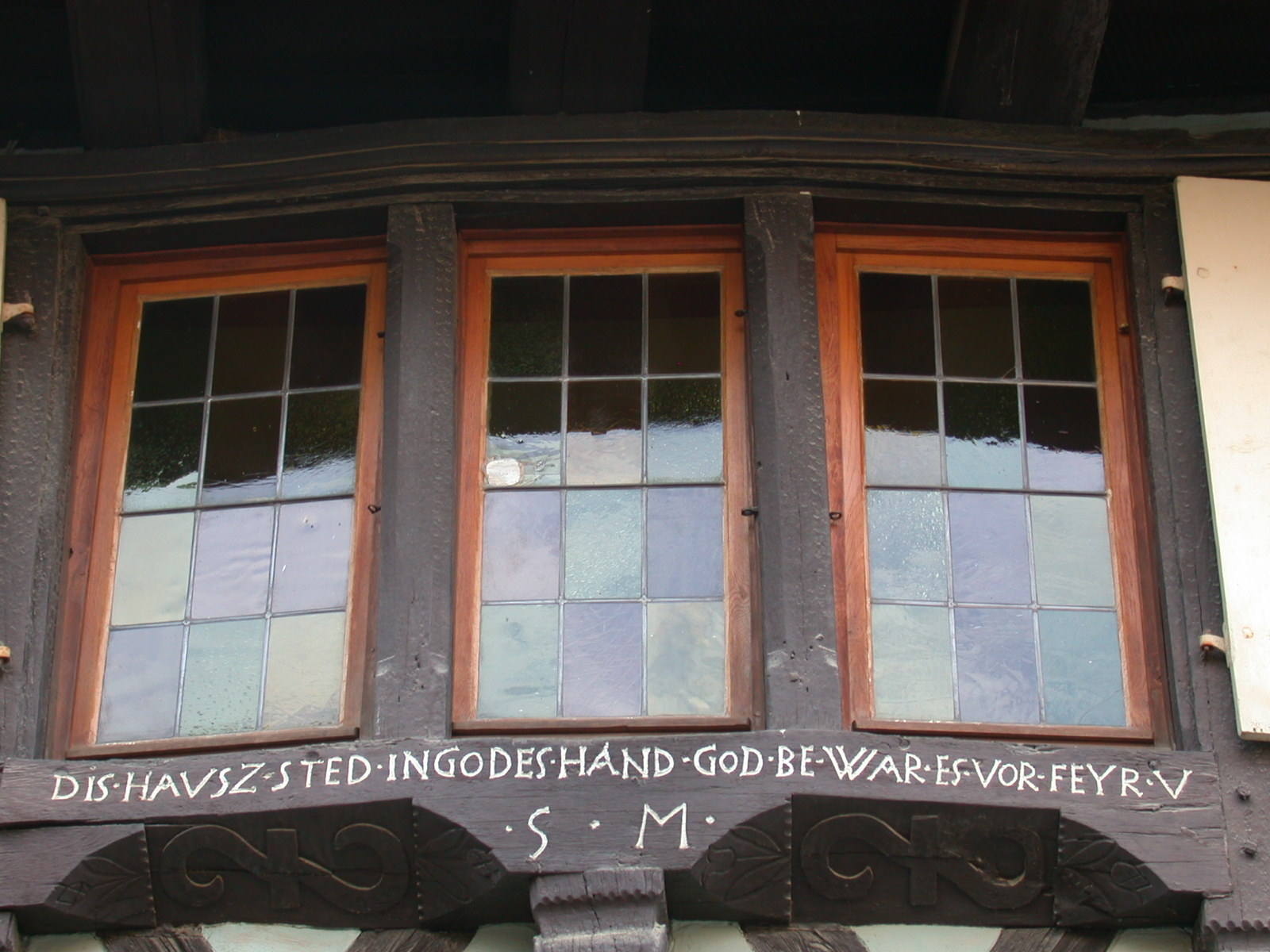
Detalhe de uma janela em Eguisheim

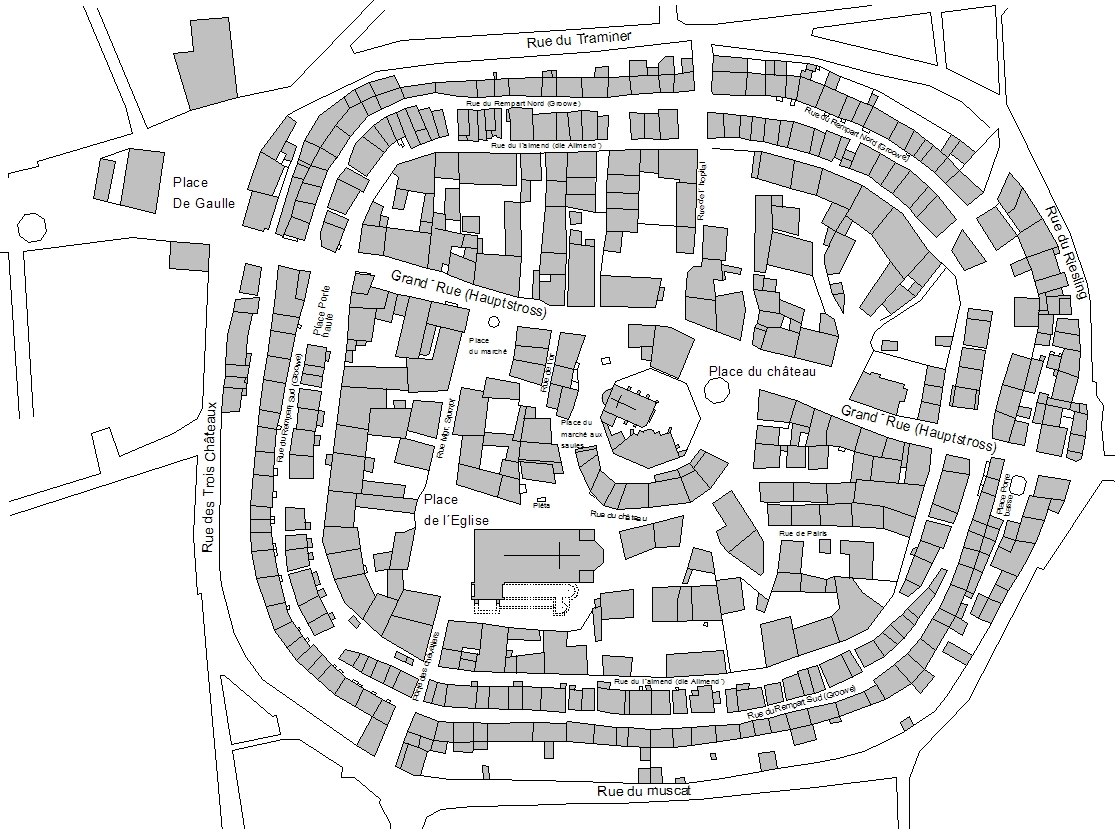
Eguisheim foi construída em três círculos concêntricos ao redor do castelo

Eguisheim é ocupada de maneira permanente desde a pré-história. O nome da cidade "Egenesheim", no século X, significa "habitação de Egino", nome germânico. De fato, o duque Eberhard fundou em 720 o castelo de Eguisheim, assim denominado em homenagem a seu primo Egino. No século IX, o ducado foi dividido em dois condados: o Nordgau e o Sundgau (ainda hoje a região Grande Leste é composta de dois departamentos, o Alto Reno e o Baixo Reno). Os condes de Nordgau logo passaram a controlar toda a região. 
Os condes do Nordgau, a família mais poderosa da Grande Leste durante os séculos XI e XII, portavam este nome desde o século XI e residiam no castelo Haut-Eguisheim, que se situava na colina vizinha, dominando a cidade e a planície.

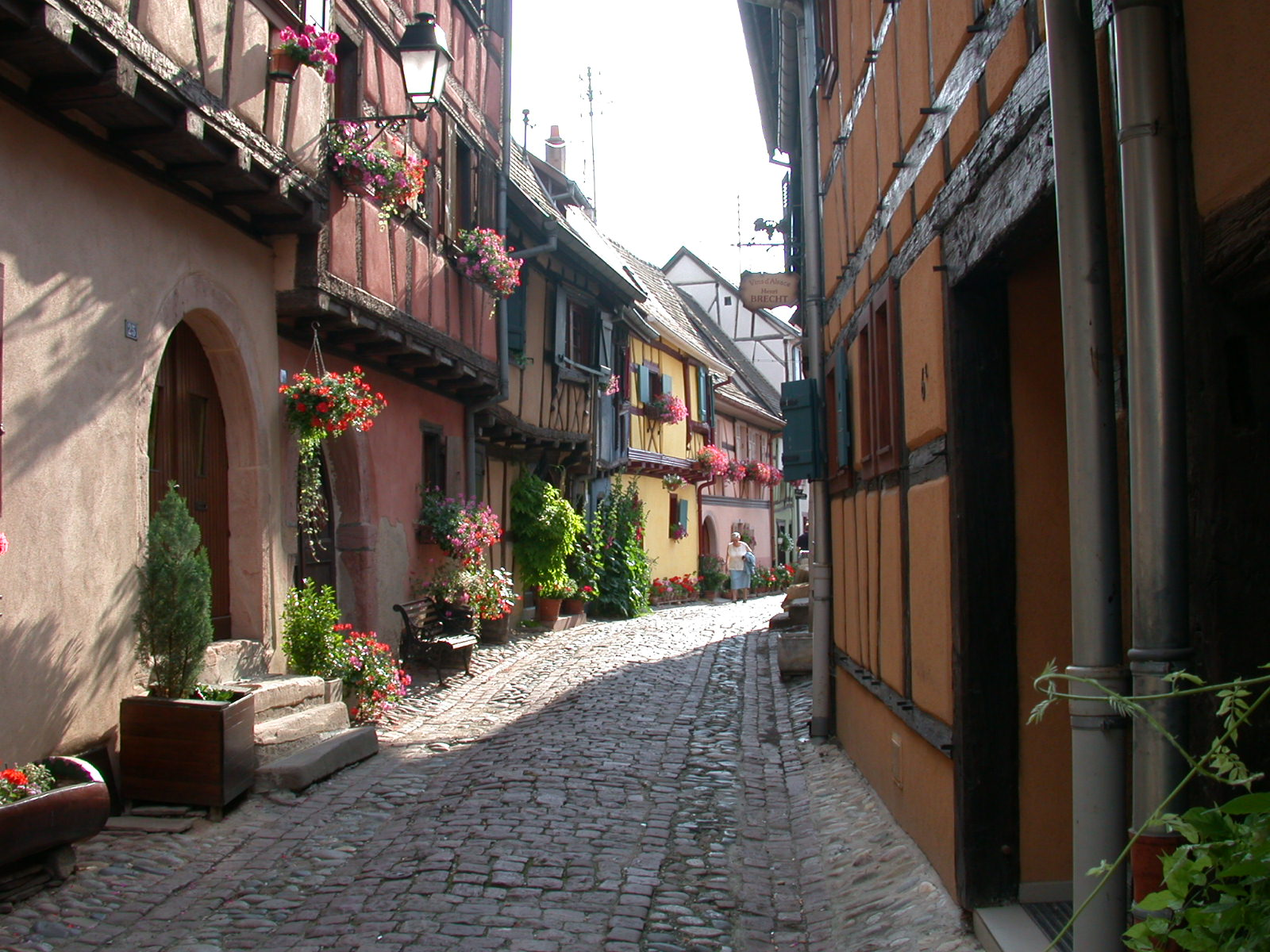
Rua típica de Eguisheim

A divisão do castelo em três unidades independentes, cada uma com sua própria torre, pode ser explicada pelas heranças familiares que ocorreram nos séculos XII e XIII. O papa Leão IX, oriundo dessa família, nasceu no castelo em 21 de junho de 1002.
Graças à generosidade dos condes de Eguisheim, vários conventos da Grande Leste possuíam bens na cidade, já nessa época reputada por seus vinhos.
Com a extinção dos condes de Eguisheim em 1225, os bispos de Estrasburgo tornaram-se proprietários do castelo, fortificando-o antes de 1295 e tornando-o uma cidade, que restou propriedade deles até a Revolução. No centro da cidade situa-se um castelo octogonal, que alguns indicam ter sido fundado no século VIII, mas que, dado seu estado atual, presume-se ter sido fundado no século XIII.

## Personalidades
Eguisheim é o local de nascimento do Papa Leão IX.